# IC 2324
IC 2324 је појединачна звијезда у сазвјежђу Рак која се налази на листи објеката дубоког неба у Индекс каталогу.
Деклинација објекта је + 19° 11' 38" а ректасцензија 8h 21m 58,8s.